# Großache
Pour les articles homonymes, voir Groß et Achen (homonymie).
La Großache (ou Achen) est une petite rivière d'Autriche et d'Allemagne, qui passe du Tyrol en Bavière et se jette dans le lac de Chiemsee, après un cours de 79 kilomètres.